# Badische I d
Die Fahrzeuge der Gattung I d der Großherzoglich Badischen Staatseisenbahn waren kleine zweiachsige Tenderlokomotiven mit einer angetriebenen Achse. Die Lokomotiven wurden auch als „Omnibus-Lokomotiven“ bezeichnet.

## Geschichte
1882 hatte die Großherzoglich Badischen Staatseisenbahn eine kleine Tenderlokomotive beschafft. Für den Einsatz auf der 2,27 Kilometer langen Ettlinger Seitenbahn zwischen den Bahnhöfen Ettlingen West und Ettlingen Stadt wurden 1885 zwei weitere Tenderlokomotiven beschafft. Ähnliche Lokomotiven waren zu dieser Zeit auch in Oldenburg im Einsatz. Ziel der Konstruktion war die Beförderung von Personenzügen mit einem bis drei Wagen. Die beiden 1885 gebauten Lokomotiven waren bis 1887 ausschließlich auf der Seitenbahn im Einsatz, die ältere Lokomotive etwa von 1890 bis 1896. Nach Übernahme der Betriebsführung der Seitenbahn durch die BLEAG wurden die Lokomotiven anderweitig eingesetzt. Die Nr. 62 kam 1898 zu Bw Konstanz und blieb dort bis zur Ausmusterung 1917. Die beiden anderen Lokomotiven wechselten öfter das Bw, außer in Karlsruhe kamen sie auch in Offenburg, Freiburg, Basel, Haltingen, Mannheim und Konstanz zum Einsatz.
Die Lokomotiven wurden um 1917/1918 ausgemustert.

## Konstruktive Merkmale
Die Lokomotiven besaßen einen Blechrahmen mit Ausschnitten. Der Wasserbehälter war in den Rahmen eingehängt. Der Langkessel der Fahrzeuge war zweischüssig. Der Dampfdom saß auf der Mitte des Kessels. Der Regulator war unmittelbar dahinter angeordnet. Der Regulatorzug führte auf dem Scheitel des Kessels entlang. Die außenliegenden Einströmrohre lagen auf der Höhe des hinteren Kesselschusses. Der konische Schornstein war relativ lang ausgeführt.
Das Zweizylinder-Nassdampf-Triebwerk war außenliegend waagerecht angeordnet. Der Zylinderblock war unmittelbar hinter der Laufachse. Die Konstruktion bedingte lange Treibstangen. Der Kreuzkopf wurde von einer Schiene geführt. Die Stephenson-Steuerung war außenliegend.
Die Treibachse war durch Blattfedern unterhalb des Achslagers abgefedert. Bei der Laufachse lagen die Blattfedern über dem Achslager oberhalb des Laufbleches.
Eine Schraubenbremse wirkte von hinten auf die Treibachse. Eine später eingebaute Westinghouse-Druckluftbremse wirkte von beiden Seiten auf die Treibachse.
Das Führerhaus war großzügig ausgelegt. Der Sandkasten befand sich ursprünglich im Führerhaus oberhalb der Treibachse. Später versetzte man den Kasten auf den Stehkessel.
Der Kohlebehälter befand sich an der Führerhaushinterwand. Der Wassereinfüllstutzen befand sich an der rechten Seite des Langkessels.